# Liste des genres de fourmis

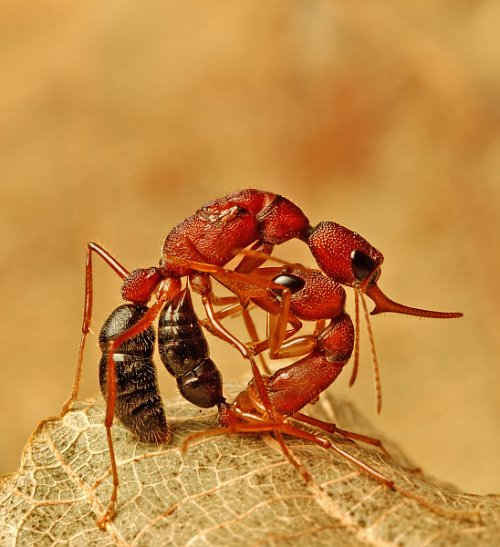
Harpegnathos saltator

Cette liste est incomplète. Elle recense tous les genres de fourmis connus dans le monde. Ceux qui ne sont plus considérés comme valides dans la nomenclature actuelle sont marqués d'une astérisque (*).
- Haut – A
- B
- C
- D
- E
- F
- G
- H
- I
- J
- K
- L
- M
- N
- O
- P
- Q
- R
- S
- T
- U
- V
- W
- X
- Y
- Z

## A
- Acamatus
- Acanthognathus
- Acanthomyops
- Acanthostichus
- Acromyrmex
- Adetomyrma
- Aenictus
- Amblyopone
- Amblyteles
- Anergates
- Anochetus
- Anonychomyrma
- Aphaenogaster
- Asphinctanilloides
- Atta
- Ateca

## B
- Brachymyrmex
- Bothriomyrmex

## C
- Camponotus
- Cardiocondyla
- Carebara
- Cephalotes
- Cerapachys
- Chelaner
- Cheliomyrmex
- Colobopsis
- Crematogaster
- Cryptocerus
- Cyphomyrmex

## D
- Daceton
- Diacamma
- Dinoponera
- Diplomorium
- Discothyrea
- Dolichoderus
- Donisthorpea  *
- Dorymyrmex
- Dorylus

## E
- Eciton
- Ectatomma
- Ephebomyrmex
- Epoecus
- Epipheidole
- Erebomyrma
- Euponera

## F
- Forelius
- Formica
- Formicoxenus

## G
- Gigantiops

## H
- Harpagoxenus
- Harpegnathus
- Holcoponera
- Hypoclinea
- Hypoponera

## I
- Ichnomyrmex
- Iridomyrmex

## J
- Janetia *

## L
- Lasius
- Leptanilloides
- Leptogenys
- Leptomyrmex
- Leptothorax
- Linepithema
- Liometopum
- Lobopelta

## M
- Macromischa
- Manica
- Megaponera
- Melophorus
- Messor
- Monomorium
- Myrmecia
- Myrmecina
- Myrmecocystus
- Myrmelachista
- Myrmica
- Mystrium

## N
- Neivamyrmex
- Neoponera
- Notoncus

## O
- Odontomachus
- Oecophylla

## P
- Pachycondyla
- Paraponera
- Parasyscia
- Paratrechina
- Peronomyrmex
- Pheidole
- Pheidologeton
- Pismire
- Plagiolepis
- Platythyrea
- Pogonomyrmex
- Polyergus
- Ponera
- Prenolepis
- Proceratium
- Pseudomyrma
- Pseudomyrmex

## Q
- Quartina

## R
- Rhytidoponera
- Rogeria

## S
- Solenopsis
- Stenamma
- Stigmatomma
- Streblognathus
- Strongylognathus
- Strumigenys
- Sympheidole
- Sysphincta

## T
- Tapinoma
- Technomyrmex
- Temnothorax
- Tetramorium
- Tetraogmus
- Typhlomyrmex
- Tyrannomyrmex

## W
- Wheeleriella
- Wasmannia

## X
- Xenomyrmex
- Xiphomyrmex